# Francesco Paolo Cacciapuoti
Francesco Paolo Cacciapuoti (Giugliano, 7 agosto 1848 – Napoli, 25 febbraio 1934) è stato un chirurgo, politico e docente universitario italiano.

## Biografia
Fu deputato del Regno d'Italia nella XXI, XXII e XXIII legislatura, nel periodo tra il 16 giugno 1900 e il 29 settembre 1913. Nella sua attività parlamentare, fu componente di diverse Commissioni in tema di lotta alla malaria. Nel 1907 fu incaricato di dirigere gli studi sulla malaria in provincia di Salerno. Nella sua attività di docente universitario, fu autore di varie monografie tra cui: Le cardopatie nella gravidanza, Rumore sistolico del cuore, La cisti da echinocco alla milza, La pseudoleucemia, pubblicate dalla tipografia Di Gennaro Maria Priore di Napoli. Molto attento alle vicende economiche e sociali del territorio di Giugliano, fu tra i protagonisti della nascita e  dell'espansione della Banca Popolare Cooperativa di Giugliano.